# مرلة
بلدية مُرِلَّة أو موريلا (بالإسبانية: Morella)‏، هي إحدى بلديات مقاطعة كاستيلون التي تقع في منطقة بلنسية، في شرق إسبانيا.
يبلغ عدد سكانها 2.802 نسمة وفقاً لإحصائية سنة (2006).

## معرض صور

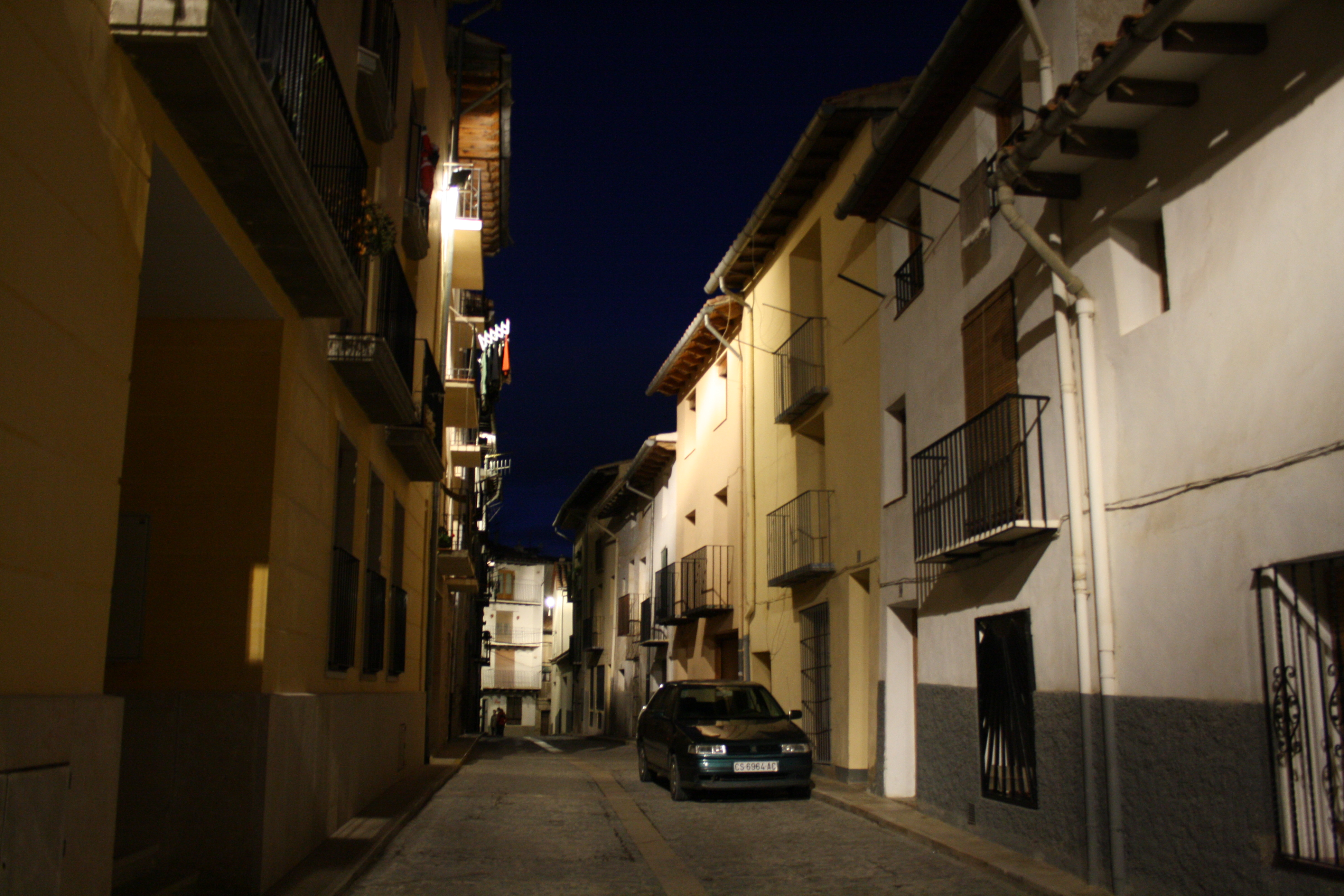
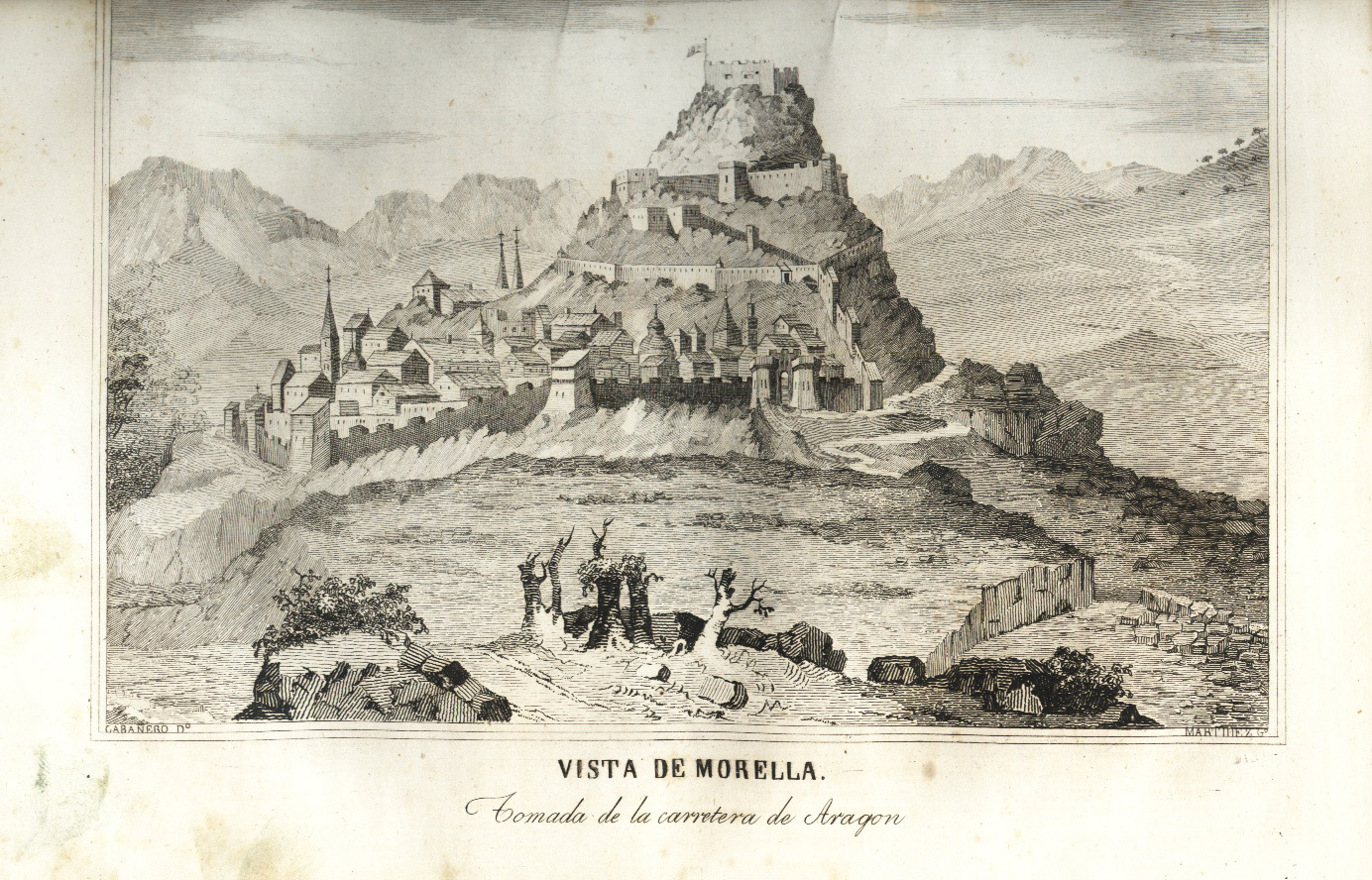
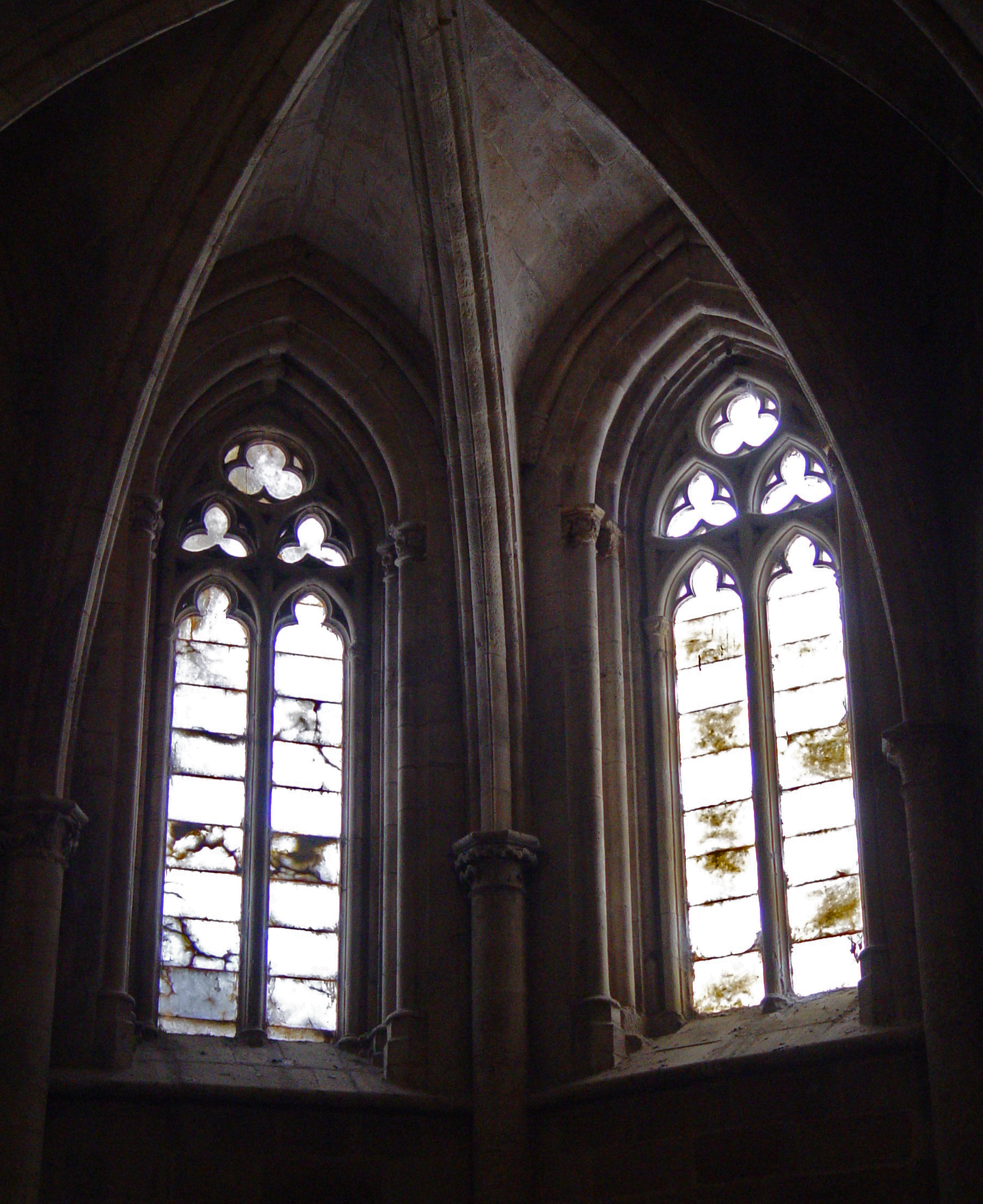
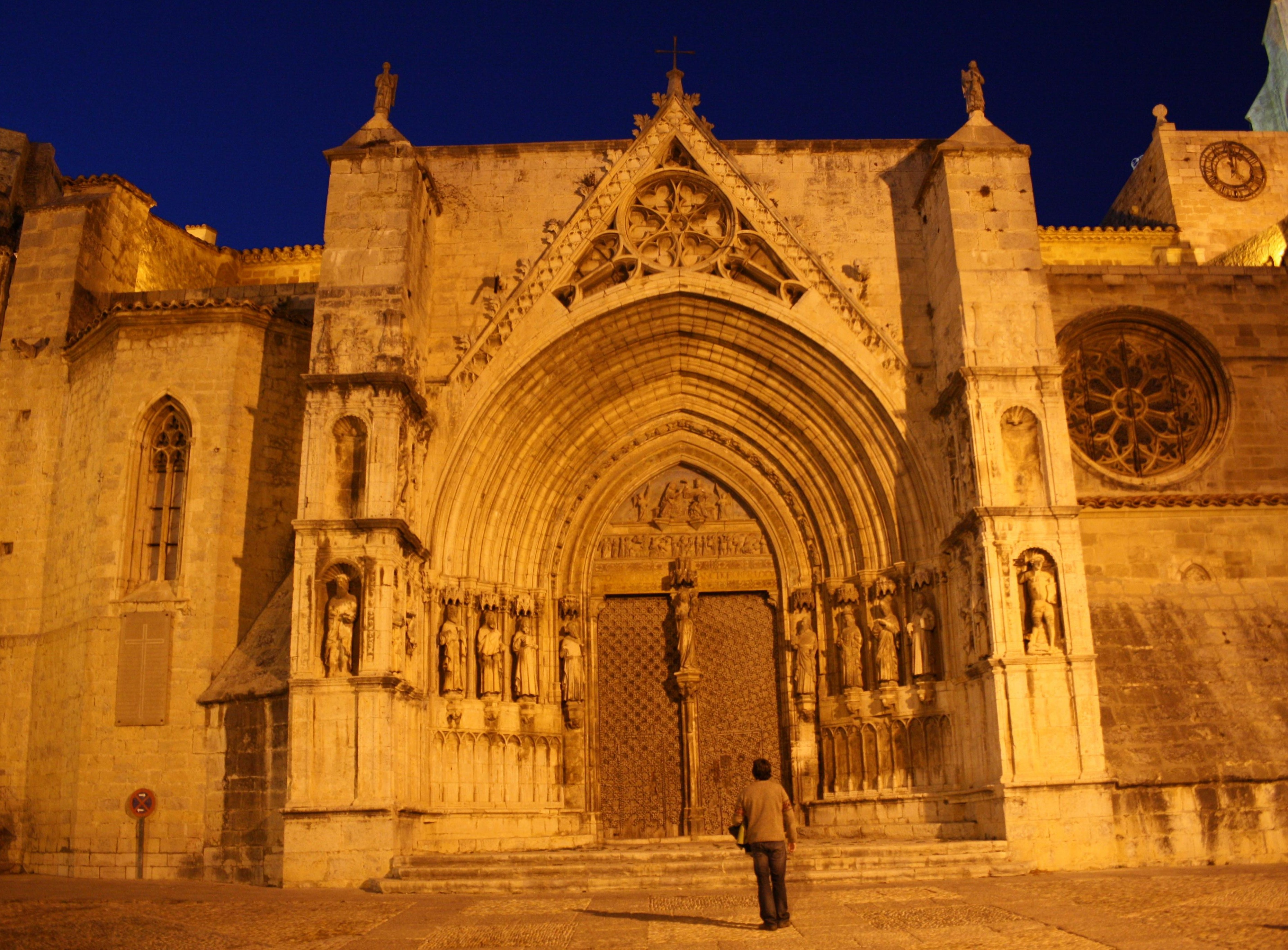
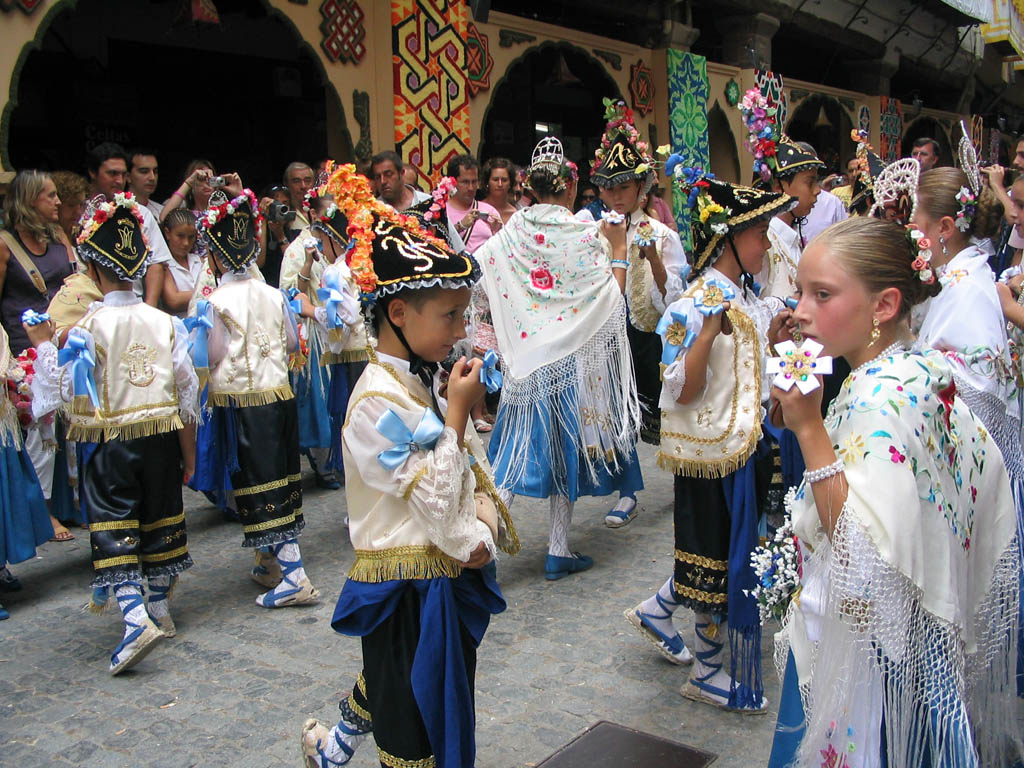

## أعلام
- خوسيه مارتي غوميز